# West Coast Division
West Coast Division (Bahagian Pantai Barat) is een deelgebied van de deelstaat Sabah op Borneo in Maleisië.
Het is 7.588 km² groot.

## Bestuurlijke indeling
De Bahagian Pantai Barat is onderverdeeld in zes districten:
- Kota Belud
- Kota Kinabalu
- Papar
- Penampang
- Ranau
- Tuaran

## Geografie

### Steden
Grote steden zijn: de hoofdstad Kota Kinabalu, Ranau, Kota Belud, Tuaran, Penampang, Papar, Putatan, Inanam, Telipok, Tamparuli en Kinarut.